# تایتان‌فال ۲
تایتانفال ۲ (انگلیسی: Titanfall 2) یک بازی ویدئویی در سبک تیراندازی اول شخص است که توسط رسپاون انترتینمنت توسعه یافته و به‌وسیلهٔ الکترونیک آرتس و در سال ۲۰۱۶ و در پلت‌فرم‌های مایکروسافت ویندوز، ایکس‌باکس وان، و پلی‌استیشن ۴ منتشر شده است.